# میرآقا صادقی
میرآقا صادقی سیاست‌مدار ایرانی بود، که در  دوره بیست و سوم  به‌عنوان نماینده کازرون در مجلس شورای ملی حضور داشت.